# Z16 Friedrich Eckoldt
Lo Z16 Friedrich Eckoldt fu un cacciatorpediniere della Kriegsmarine tedesca, sedicesima e ultima unità della classe Zerstörer 1934 ed entrato in servizio nel luglio 1938.
Allo scoppio della seconda guerra mondiale, lo Eckoldt operò inizialmente nel teatro del Mare del Nord per poi prendere parte alla campagna di Norvegia; dopo un breve ciclo di operazioni nel canale de La Manica, il cacciatorpediniere fu dislocato in Norvegia per prendere parte agli attacchi tedeschi ai "convogli artici" degli Alleati. L'unità finì quindi affondata il 31 dicembre 1942 dal fuoco di unità navali britanniche nel corso della battaglia del mare di Barents.

## Storia

### Prime operazioni
La nave fu ordinata il 19 gennaio 1935 ai cantieri della Blohm & Voss e impostata ad Amburgo il 4 novembre 1935 sullo scalo B505. L'unità venne varata il 21 marzo 1937 con il nome di Z16 Friedrich Eckoldt in onore di Friedrich Eckoldt, comandante di un cacciatorpediniere della Kaiserliche Marine perito nella battaglia dello Jutland della prima guerra mondiale; il cacciatorpediniere entrò poi in servizio il 28 luglio 1938. In agosto la nave partecipò a una parata navale inquadrata nella 3ª Divisione cacciatorpediniere, mentre tra il 23 e il 24 marzo 1939 fu uno dei cacciatorpediniere che scortarono la "corazzata tascabile" Deutschland con a bordo Adolf Hitler durante le operazioni per la pacifica riannessione alla Germania di Memel. In seguito, tra l'aprile e il maggio 1939 la nave partecipò alle esercitazioni primaverili nel mar Mediterraneo occidentale, visitando vari porti in Spagna e Marocco.
Allo scoppio della seconda guerra mondiale, lo Eckoldt fu inizialmente schierato nel mar Baltico per partecipare al blocco della costa della Polonia, ma fu in seguito trasferito nel Mare del Nord dove si unì alle sue unità gemelle per condurre missioni di posa di mine navali al largo delle coste della Gran Bretagna e per pattugliare lo stretto dello Skagerrak e ispezionare i mercantili neutrali che vi transitavano. Nella notte tra il 17 e il 18 ottobre, lo Eckoldt e altri cinque cacciatorpediniere posarono un campo minato al largo dell'Humber, su cui andarono poi perduti sette mercantili britannici per un totale di 25.825 tonnellate di stazza. Nella notte tra il 18 e il 19 novembre lo Eckoldt e altri due cacciatorpediniere ripeterono la medesima operazione, stendendo al largo dell'Humber un campo minato su cui andarono perdute altre sette navi per 38.710 tonnellate, tra cui il grosso transatlantico polacco MS Piłsudski di più di 14.000 tonnellate.
Un altro campo minato fu steso dallo Eckoldt e da altri due cacciatorpediniere nella notte tra il 6 e il 7 gennaio 1940 davanti all'estuario del Tamigi; su questo sbarramento andarono perduti il cacciatorpediniere britannico HMS Grenville e sei mercantili per un totale di 21.617 tonnellate. Lo Eckoldt e altre due unità gemelle compirono una nuova sortita di minamento nella notte tra il 9 e il 10 febbraio, stendendo davanti Harwich un campo minato su cui andarono perduti sei mercantili per complessive 28.496 tonnellate. Lo Eckoldt era la nave di bandiera del Kapitän zur See Fritz Berger durante l'operazione Wikinger il 19 febbraio 1940, una sortita di sei cacciatorpediniere tedeschi volta a catturare i pescherecci britannici che operavano nella zona del Dogger Bank; la missione si concluse tragicamente per i tedeschi, con due cacciatorpediniere colati a picco in un incidente di fuoco amico con velivoli della Luftwaffe.

### Operazioni in Norvegia, Francia e Artico

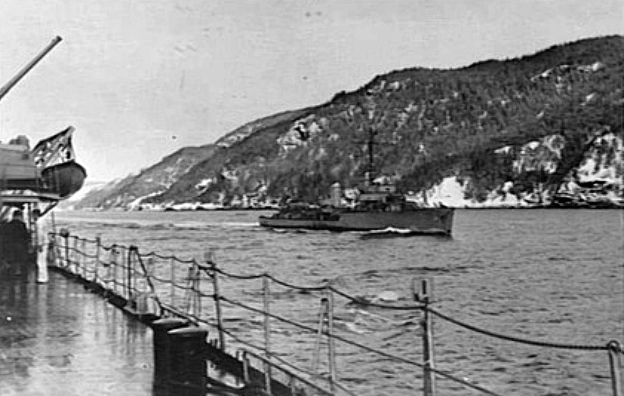
Aprile 1940, fiordo di Trondheim: uno dei quattro cacciatorpediniere classe Zerstörer 1934 (lo Eckoldt o uno dei suoi tre gemelli) impegnati nella scorta dell'incrociatore Hipper, da bordo del quale la foto è scattata

In vista dell'operazione Weserübung, l'invasione tedesca di Norvegia e Danimarca, il Friedrich Eckoldt fu assegnato al Gruppo navale 2 con l'incrociatore pesante Admiral Hipper e altri tre cacciatorpediniere; il gruppo aveva come obiettivo il trasporto e lo sbarco dei soldati del 138. Gebirgsjäger Regiment a Trondheim nella Norvegia centrale. Salpato con il suo gruppo il 7 aprile, lo Eckoldt accusò problemi ai motori poco dopo essere uscito dall'estuario del fiume Elba, ma riparò il guasto e si riunì al resto della forza più tardi quello stesso giorno. Il 9 aprile il Gruppo 2 raggiunse Trondheim e sbarcò come previsto le truppe, le quali presero la città dopo aver incontrato solo una debole resistenza. Le unità tedesche erano gravemente a corto di carburante, e lo Eckoldt dovette prelevare la nafta dai suoi gemelli Z6 Theodor Riedel e Z8 Bruno Heinemann per riempire i suoi serbatoi. Lo Eckoldt e l'Admiral Hipper salparono la notte del 10 aprile per rientrare in Germania, ma con il mare in burrasca il cacciatorpediniere rimase ben presto distanziato dall'incrociatore e dovette fare ritorno a Trondheim; dopo aver scoperto alcuni depositi di carburante a Trondheim il 12 aprile, la nave e la gemella Heinemann salparono per la Germania due giorni più tardi.
Dopo aver completato lavori di manutenzione all'inizio di settembre (nel corso dei quali fu aggiunto un impianto radar FuMO 21 o FuMO 24), lo Eckoldt si trasferì in Francia il 9 settembre insieme a quattro delle sue unità gemelle. Nella notte tra il 28 e il 29 settembre la squadriglia dello Eckoldt coprì una missione di posa di mine nella baia di Falmouth, ma nella notte tra il 9 e il 10 ottobre seguenti il cacciatorpediniere fu attaccato da velivoli Fairey Swordfish della Fleet Air Arm e danneggiato da alcune schegge di bomba; un membro dell'equipaggio rimase ucciso e altri tre feriti nell'attacco. La nave rientrò ad Amburgo il 5 novembre, dove fu sottoposta a lavori di riparazione che durarono fino alla fine di dicembre. Dopo un periodo di addestramento nel Baltico, tra il 19 e il 22 maggio 1941 lo Eckoldt scortò la nave da battaglia Bismarck e l'incrociatore pesante Prinz Eugen da Capo Arkona a Trondheim, primo tratto della sortita in oceano Atlantico delle due navi maggiori. Il mese seguente, il cacciatorpediniere scortò l'incrociatore Lützow da Kiel alla volta della Norvegia attraverso il blocco navale britannico; alcuni Bristol Beaufort sorpresero la formazione tedesca e silurarono il Lützow il 13 giugno: l'incrociatore fu preso a rimorchio dallo Eckoldt finché non fu in grado di rimettere in moto i suoi motori.
Il 20 giugno lo Eckoldt salpò per Bergen dove poi si ricongiunse ad altri quattro cacciatorpediniere, formando una squadriglia che il 10 luglio si trasferì a Kirkenes nel nord della Norvegia. Le unità tedesche compirono una prima sortita il 12 luglio, avvistando la sera successiva un piccolo convoglio sovietico e colando a picco due unità nemiche; sulla rotta di rientro i cacciatorpediniere tedeschi furono attaccati da diversi velivoli sovietici, e lo Eckoldt rivendicò l'abbattimento di uno di essi. Una seconda sortita fu tentata il 22 luglio, ma l'unica vittima fu una piccola nave pattuglia sovietica. Il 9 agosto i cacciatorpediniere tedeschi compirono un'altra scorreria davanti al fiordo di Kola, dove affondarono un guardacoste sovietico; sulla via del rientro, lo Eckoldt fu centrato da una bomba sganciata da un velivolo sovietico, subendo danni al timone e al motore di dritta: dopo alcune riparazioni d'emergenza, la nave raggiunse Narvik per sottoporsi a ulteriori lavori. Rientrato in servizio, il cacciatorpediniere svolse missioni di scorta ai convogli tedeschi nella Norvegia settentrionale; il 12 ottobre fu accidentalmente speronato da un mercantile norvegese a Tromsø: dopo lavori di riparazione nel bacino galleggiante di Trondheim il 22 ottobre, lo Eckoldt si trasferì a Kiel il 9 novembre per sottoporsi alle riparazioni finali.

### Ultime operazioni e affondamento

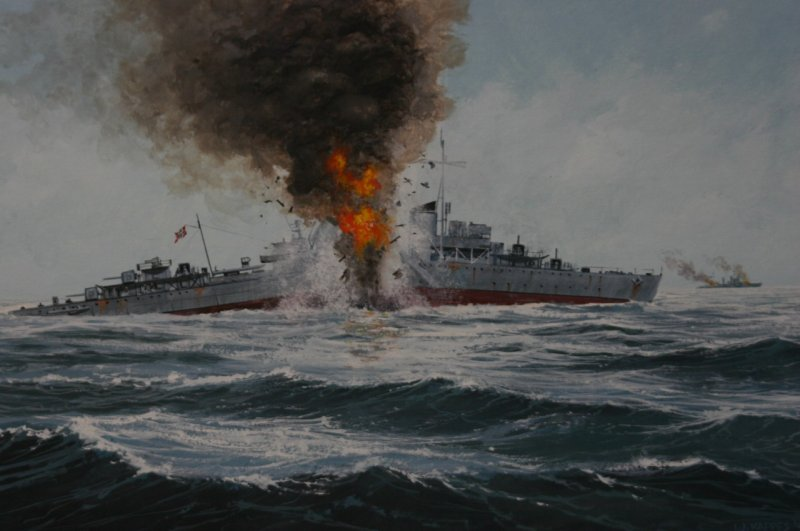
Quadro raffigurante l'affondamento dello Eckoldt alla battaglia del mare di Barents

Lo Eckoldt tornò in servizio il 15 aprile 1942, e dopo operazioni di addestramento salpò per la Norvegia l'11 giugno seguente; durante il viaggio la nave accusò nuovi problemi ai motori e dovette rientrare in porto per ulteriori riparazioni. Il cacciatorpediniere raggiunse Trondheim il 9 luglio di scorta all'incrociatore Köln; durante il viaggio entrambe le unità depositarono mine nello Skagerrak. Lo Eckoldt proseguì più a nord e raggiunse Narvik il 19 luglio; in agosto la nave partecipò all'operazione Wunderland, scortando insieme ad altri due cacciatorpediniere l'incrociatore Admiral Scheer in una missione di attacco al traffico navale sovietico nel Mar di Kara. Tra il 13 e il 15 ottobre lo Eckoldt e altri tre cacciatorpediniere stesero un campo minato davanti alla Penisola di Kanin e all'imboccatura del Mar Bianco, sbarramento su cui andò perduto il rompighiaccio sovietico Mikoyan; tre settimane più tardi, all'inizio di novembre, il cacciatorpediniere scortò l'incrociatore Admiral Hipper in una infruttuosa sortita per attaccare i mercantili alleati isolati che dirigevano in Unione Sovietica.
Il 30 dicembre 1942 lo Eckoldt fu assegnato all'operazione Regenbogen, una grossa sortita navale tedesca volta ad attaccare il convoglio JW 51B segnalato a nord della Norvegia in rotta dal Regno Unito all'Unione Sovietica; la nave, insieme ad altri due cacciatorpediniere, doveva scortare l'incrociatore Admiral Hipper nel suo tentativo di attirare su di sé l'attenzione della scorta del convoglio, mentre l'incrociatore Lutzow e altri tre cacciatorpediniere muovevano all'attacco dei mercantili stessi. La mattina del 31 dicembre, con le unità in navigazione nel Mare di Barents, i tre cacciatorpediniere si separarono dallo Hipper e procedettero alla ricerca del convoglio alleato; le unità si imbatterono nel cacciatorpediniere britannico HMS Obdurate, che aprì il fuoco: dopo un breve scontro l'unità britannica ripiegò alla volta del convoglio mentre i tedeschi si ritirarono per ricongiungersi allo Hipper. In mezzo alla neve e con una pessima visibilità, i cacciatorpediniere tedeschi si imbatterono nel dragamine HMS Bramble, che fu colato a picco; nel mentre, lo Hipper fu sorpreso e attaccato dagli incrociatori HMS Sheffield e HMS Jamaica.
Dopo aver affondato il Bramble, lo Eckoldt e il cacciatorpediniere Z4 Richard Beitzen si mossero per ricongiungersi allo Hipper, ignorando che questi era alle prese con le unità britanniche. I due cacciatorpediniere confusero lo Sheffield con lo Hipper quando lo avvistarono a una distanza di 4.000 metri, e furono quindi colti di sorpresa quando l'unità britannica aprì il fuoco contro di loro con tutti i pezzi disponibili. Lo Eckoldt, la più vicina delle due unità, fu centrato subito da numerosi colpi di grosso calibro, esplose e si spezzò in due colando a picco in appena due minuti con la perdita dell'intero equipaggio; il Beitzen riuscì invece a fuggire senza riportare danni.